# カルヌスの戦い
カルヌスの戦い（カルヌスのたたかい）またはカラリスの戦い（カラリスのたたかい）は、第二次ポエニ戦争中の紀元前215年に、サルディニア人の反乱を支援するために、カルタゴ軍がサルディニア島に遠征し、ローマ軍と戦った戦闘。カルタゴ軍の指揮官は「禿のハスドルバル」で、はぼ同程度の規模の法務官（プラエトル）ティトゥス・マンリウス・トルクァトゥスのローマ軍と、カルヌス（現在のクーリエリ）とカラリス（現在のカリャリ）の間で戦った。ローマ軍はカルタゴ軍を撃滅し、その後に行われた海戦でもローマ海軍が勝利した。

## 戦略的状況
カンナエの戦いの敗北以降、イタリア南部のいくつかの都市はローマとの同盟から離脱し、カルタゴ側についていた。ハンニバルの軍はカンパニアで活動しており、ハンノが率いる別のカルタゴ軍がブルティウム（現在のカラブリア州）で活動していた。ローマもいくつかの軍を出動させてはいたが、ハンニバルとの直接戦闘は避けて、可能な時にその同盟軍を攻撃していた。
イベリア半島では、ハンニバルの弟であるハスドルバル・バルカが、エブロ川河口の海戦の敗戦以来、スキピオ兄弟との小競り合いを繰り返していた。紀元前216年になると、カルタゴ元老院はハスドルバルに援軍を送り、イタリアへ侵攻するように命じた。アフリカでは、やはりハンニバルの弟であるマゴ・バルカが歩兵12,000、騎兵1,500および戦象20からなる軍を率い、ハンニバルに合流するように命令されていた。
ローマは紀元前237年以来、サルディニアの原住民としばしば衝突していた。紀元前216年には反乱の機は熟していた。サルディニアにはローマ軍一個軍団が駐屯していたが、疾病で戦力は低下していた。法務官クィントゥス・ムキウス・スカエウォラもまた病気を得ていた。ローマからの給与も補給も不規則であり、サルディニアの部族長であるハンプシコラはカルタゴに援助を求めた。カルタゴはハンノという名の軍人を送り、反乱の金銭的援助を行ったが、同時にサルディニア遠征軍としてマゴに与えたのと同程度の軍を編成した。この遠征軍の指揮は「禿のハスドルバル」とマゴ（ハンニバルの弟とは別人）が執ることとなった。
カルタゴ遠征軍がサルディニアに出帆する前に、戦略的状況に変化があった。イタリアにいたハンノがルカニアでティベリウス・センプロニウス・ロングスに敗れ、イベリアにおいてもハスドルバル・バルカがデルトサの戦いに敗れて野戦兵力をほとんど失ってしまったのである。カルタゴ元老院はマゴにイベリアに行くように命じたが、サルディニア遠征軍は計画通り出帆した。しかし、嵐のために艦隊はバレアレス諸島に流されてしまい、損傷した多数の艦艇を浜に引き上げて修理することが必要となった（Livxxiii 36, Lazenby J.F p96-98）。このためにカルタゴ軍のサルディニア到着は遅れた。

## 序幕
ハンプシコラはサルディニア西岸のカルヌス近くで反乱軍を編成し資材を調達するのに忙しかった。カルタゴ軍の到着が遅れたため、ローマは法務官ティトゥス・マンリウス・トルクァトゥスを指揮官とする、新たな軍を派遣することができた。サルディニアにおけるローマ軍の兵力は、歩兵20,000、騎兵1,200となった。
ハンプシコラが兵の募集で離れていたとき、マンリウスはハンプシコラの息子であるヒオスタスを挑発し、ローマに軽率な攻撃をかけさせた。この戦いで5,700のサルディニア兵が戦死し、反乱軍はバラバラになった。紀元前215年秋にハスドルバルがカルヌス近くに上陸し、残存サルディニア兵を合わせてカラニスに向かって進んだ。これに反応して、マンリウスも軍を進めた。

## 戦闘
両軍は直ちに戦闘には入らなかった。両軍ともに野営地を設営し、数日間の小競り合いがあった。双方共に優位性を得られなかったため、両軍の司令官は決戦を選択した。
両軍の兵の配置は伝統的なものであった。即ち、歩兵を中央に置き、両翼を騎兵で固めた。カルタゴ軍に戦象が配備されていたかは不明である。戦闘は激烈で4時間続いたが、どちらも優勢を取れなかった。しかし、ローマ軍の分遣隊がカルタゴ軍側面のサルディニア兵を戦場から駆逐することに成功したことが勝敗を決定した。サルディニア兵を撃破したローマ軍は中央に旋回して、カルタゴ軍の側面を攻撃したため、カルタゴ軍は総崩れとなった。カルタゴ軍のハスドルバル、マゴ、ハンノは捕虜となり、ヒオスタスは戦死した。ハンプシコラは一旦は戦場から離脱したが、その後自決した。生存者はカルヌスに逃げ込んだが、数日後にカルヌスも陥落した。カルタゴ艦隊が、いくらかの敗残兵を救い出した。

## サルディニア海の海戦
この遠征に使われたカルタゴ軍輸送船の数は不明だが、その護衛のために60隻の五段櫂船が派遣された。カルタゴ海軍は残存兵を救出してアフリカに向かったが、途中でアフリカ襲撃から戻る途中のローマ艦隊に遭遇した。ローマ艦隊の戦力は五段櫂船100隻で、ティトゥス・オカティリウス・クラッススが指揮を執っていた。ローマ艦隊はカルタゴ艦隊を攻撃し、7隻を鹵獲したが残りはアフリカに戻った。ローマ側の損害は不明である（Livy xiii 46）。

## その後および重要性
- 反乱を起こしていたサルディニアの諸都市はローマに降伏し、マンリウスは兵の一部をイタリアに戻すことができた。
- サルディニアからの穀物の供給が安定し、カルタゴ海軍はローマの近くに根拠地を持つことができなくなった。ローマの農業が損害を受けていたため、海外からの食糧供給は重要であった。
- 紀元前210年の海軍による襲撃を除き、カルタゴはサルディニアのローマ支配を脅かすことができなかった。

### その他文献
- Dodge, Theodore A. (1891). Hannibal. Da Capo Press. ISBN 0-306-81362-9
- Warry, John (1993). Warfare in the Classical World. Salamander Books Ltd. ISBN 1-56619-463-6
- Livius, Titus (1972). The War With Hannibal. Penguin Books. ISBN 0-14-044145-X
- Delbruck, Hans (1990). Warfare in Antiquity, Volume 1. University of Nebraska Press. ISBN 0-8032-9199-X
- Lancel, Serge (1997). Carthage A History. Blackwell Publishers. ISBN 1-57718-103-4
- Casson, Lionel (1981). The Ancient Mariners 2nd Edition. Princeton University Press. ISBN 0-691-01477-9

座標: 北緯40度05分36秒 東経8度30分29秒 / 北緯40.09333度 東経8.50806度